# 瑞穂市立中小学校
瑞穂市立中小学校（みずほしりつ なかしょうがっこう）は、岐阜県瑞穂市美江寺にある公立小学校。

## 概要
通学区域は重里、美江寺、十七条、十八条である。公立中学校の進学先は瑞穂市立巣南中学校である。
中小学校の中とは、旧本巣郡巣南町の中部の意味であり、かつての本巣郡船木村の小学校である。校地は中山道美江寺宿にある。
2025年（令和7年）より小規模特認校の指定を受けている。

## 沿革
- 1873年（明治6年） - 本巣郡十七条村、十八条村が共同で、月盛学校を創立する。
- 1873年（明治6年） - 本巣郡美江寺村が開蒙学校を創立する。
- 1873年（明治6年） - 本巣郡十五条村（明治8年、大野郡三日市場村と合併して本巣郡重里村）は、軽海村、十四条村と共同で、漸々学校を創立する。
- 1879年（明治12年） - 月盛学校と開蒙学校が合併し、船木学校になる。なお、当時は船来学校とも呼んでいたという。
- 1886年（明治19年） - 船木学校を廃止する。本巣郡十七条村、十八条村、美江寺村、重里村が共同で、十七条尋常小学校を設置する。
- 1893年（明治26年） - 美江寺尋常高等小学校に改称する。
- 1897年（明治30年） - 美江寺村、重里村、十七条村、十八条村が合併して船木村になる。同時に船木尋常高等小学校に改称する。
- 1915年（大正4年） - 現在地に移転する。
- 1941年（昭和16年） - 船木国民学校に改称する。
- 1947年（昭和22年） - 船木村立船木小学校に改称する。
- 1954年（昭和29年） - 川崎村、鷺田村、船木村が合併し、巣南村になる。これにともない、巣南村立中小学校に改称する。
- 1964年（昭和39年） - 巣南村が町制施行し巣南町になる。これにより巣南町立中小学校に改称する。
- 1978年（昭和53年） - 新校舎が完成する。
- 1985年（昭和60年） - 体育館が完成する。
- 2003年（平成15年） - 穂積町と巣南町が合併し瑞穂市となる。これにより瑞穂市立中小学校に改称する。
- 2025年（令和7年）4月 - 小規模特認校に指定される。

## 交通機関
- 樽見鉄道 美江寺駅より徒歩5分
- みずほバス鷺田・船木線「美江寺駅」バス停下車、徒歩5分